# Desnudo femenino
El Desnudo femenino es un boceto para escultura en terracota (h 35 cm) atribuido a Miguel Ángel, datado en el 1513 o el 1532 aproximadamente, y conservado en Casa Buonarroti en Florencia. Como tan muchacho

## Historia y descripción
La obra se encuentra desde un momento no precisado en la casa Buonarroti y en los viejos inventarios no se precisa ninguna atribución. Fue Charles de Tolnay el que en el 1923 avanzó una atribución dirigida al maestro que luego fue precisada por Brinkmann, con un nuevo parecer favorable por parte de Tolnay en 1954. 

La obra muestra una figura femenina apoyada en un respaldo rocoso, con el busto mostrado en rotación hacia la derecha, las piernas variadamente plegadas hacia la izquierda. El todo crea un efecto dinámico en espiral, que se adecúa bien a las obras del maestro. Se ha hipotizado que el trabajo podría ser un boceto para una de las Victorias de la tumba de Julio II (en ese caso debería remontarse al 1513 aproximadamente) o para la Madonna con el Niño del quinto proyecto (de 1532 aproximadamente). Faltan la cabeza y los brazos de la figura: el izquierdo completamente, el derecho algo sobre el codo.  

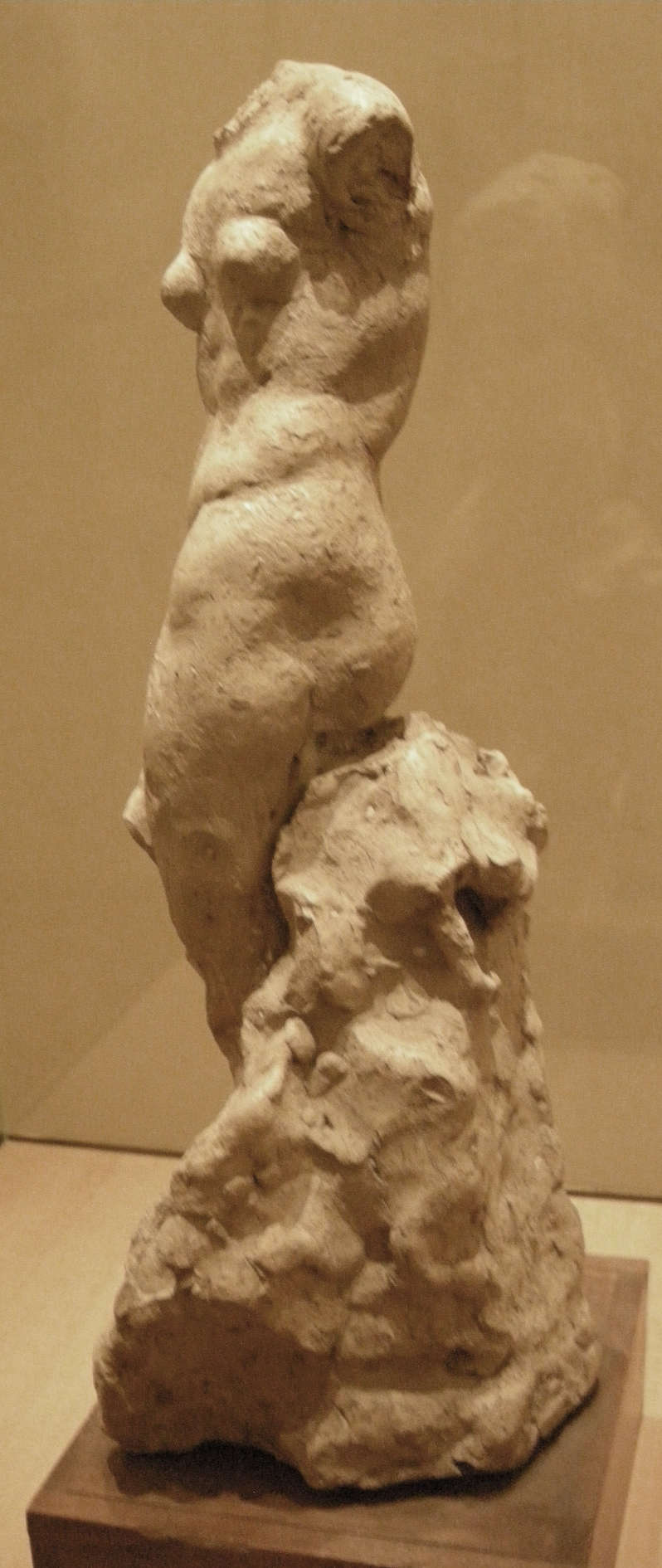
Vista lateral
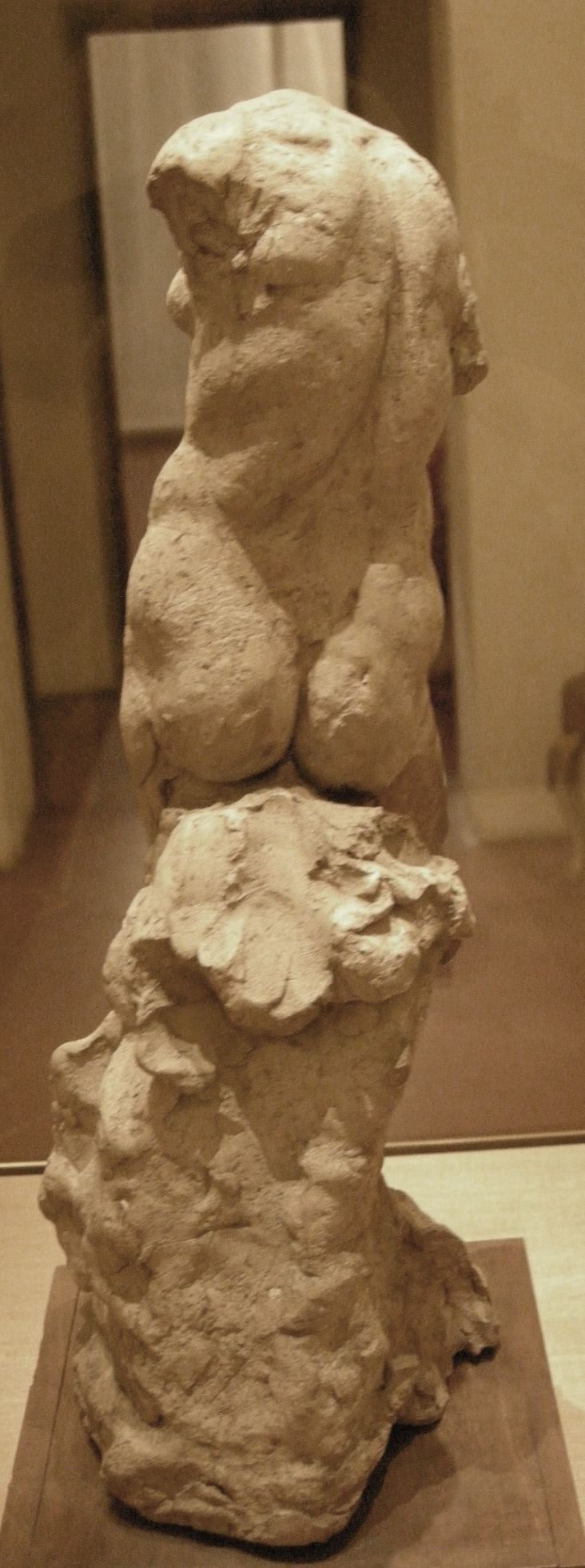
Espalda
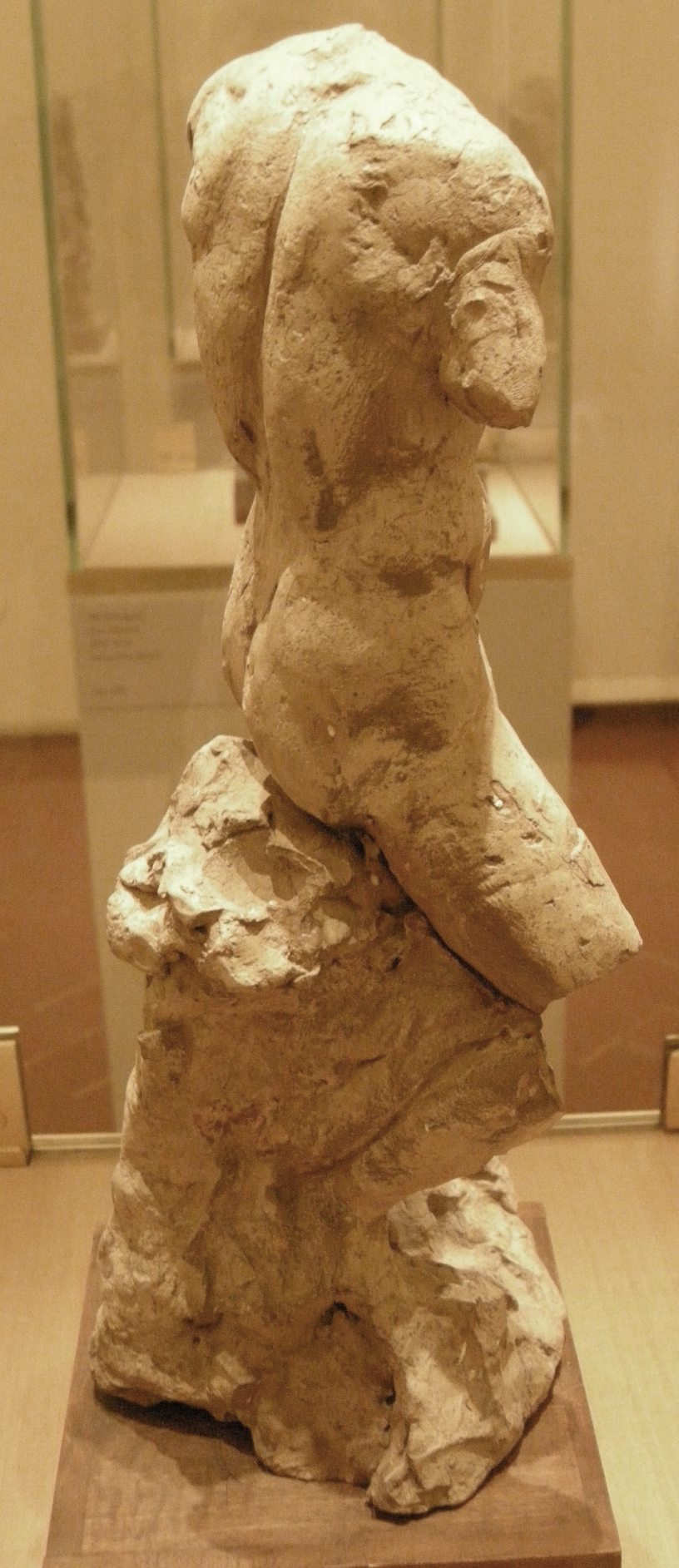
Vista lateral